# Oryba kadeni
Espèce
Oryba kadeni  est une espèce d'insectes lépidoptères (papillons) de la famille des Sphingidae, sous-famille des Macroglossinae, de la tribu des Dilophonotini et du genre Oryba.

## Description
L'envergure des ailes varie de 102 à 116 mm. C'est une grande espèce, très corpulentes avec de grands yeux. La face dorsale est vert clair et le revers orange. La bande marginale de la face supérieure des ailes antérieures est fortement convexe. Les femelles ont des ailes antérieures qui sont beaucoup plus arrondies que celles des mâles.

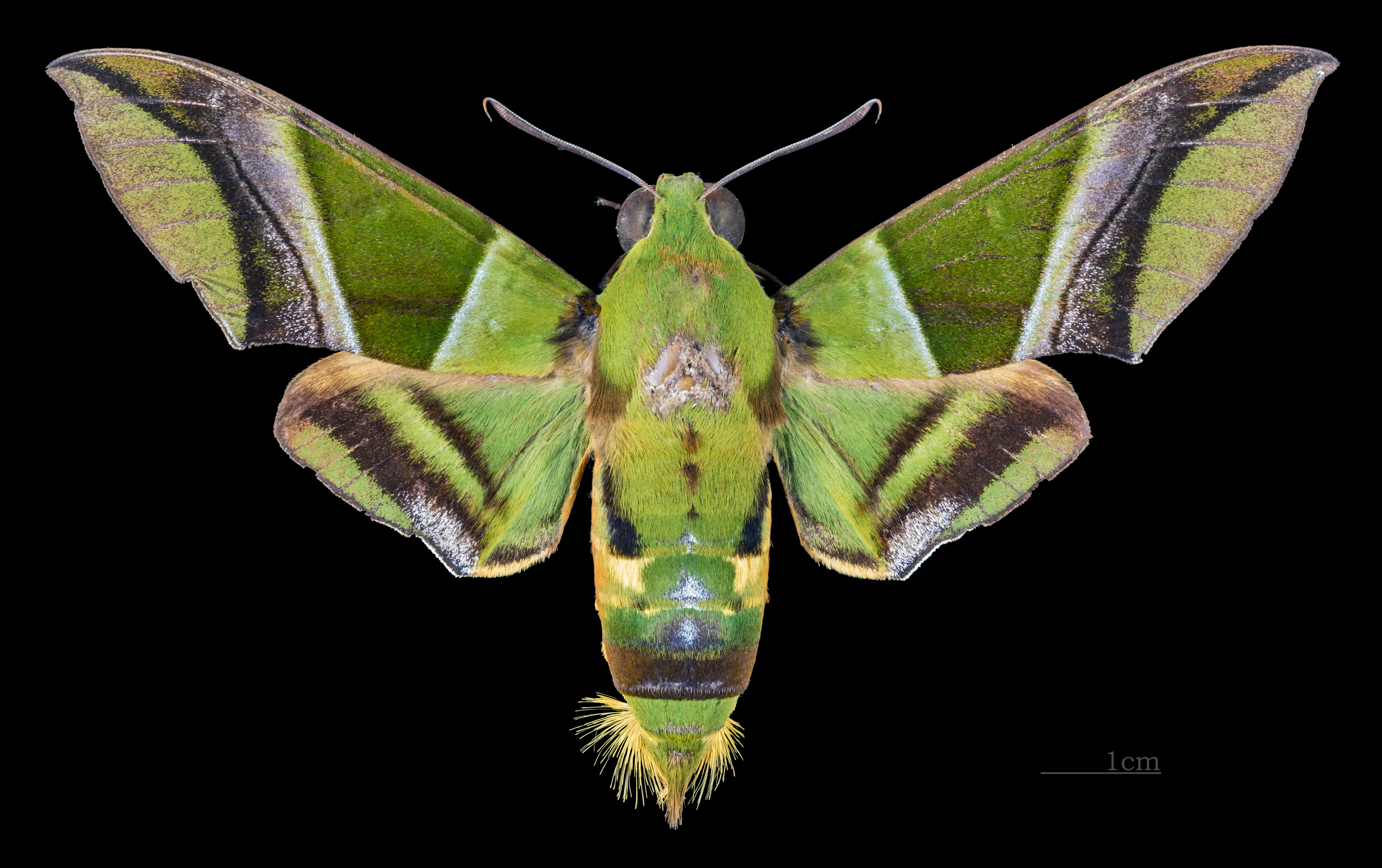
Avers du mâle (coll.MHNT).
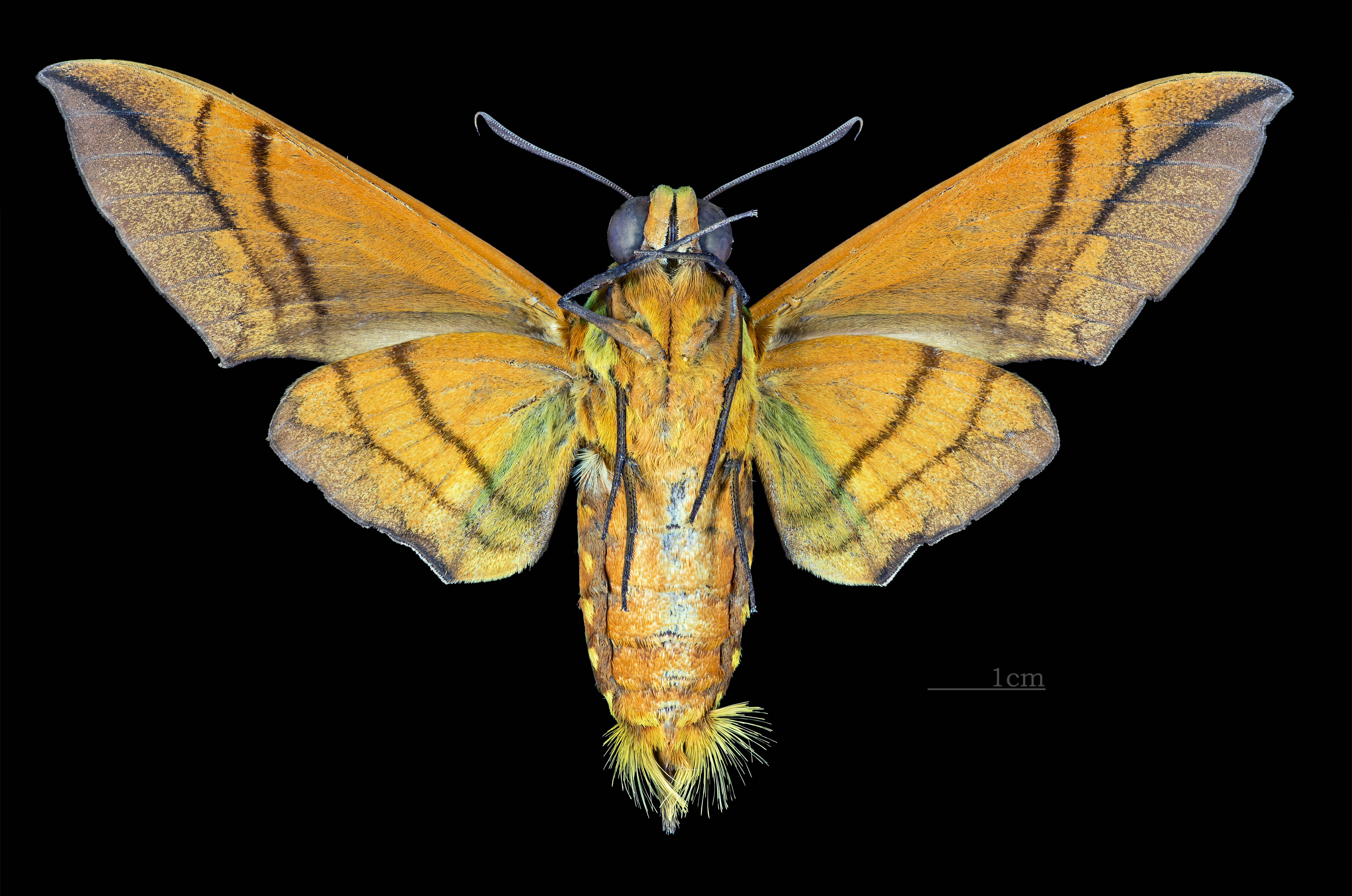
Revers du mâle (coll.MHNT).
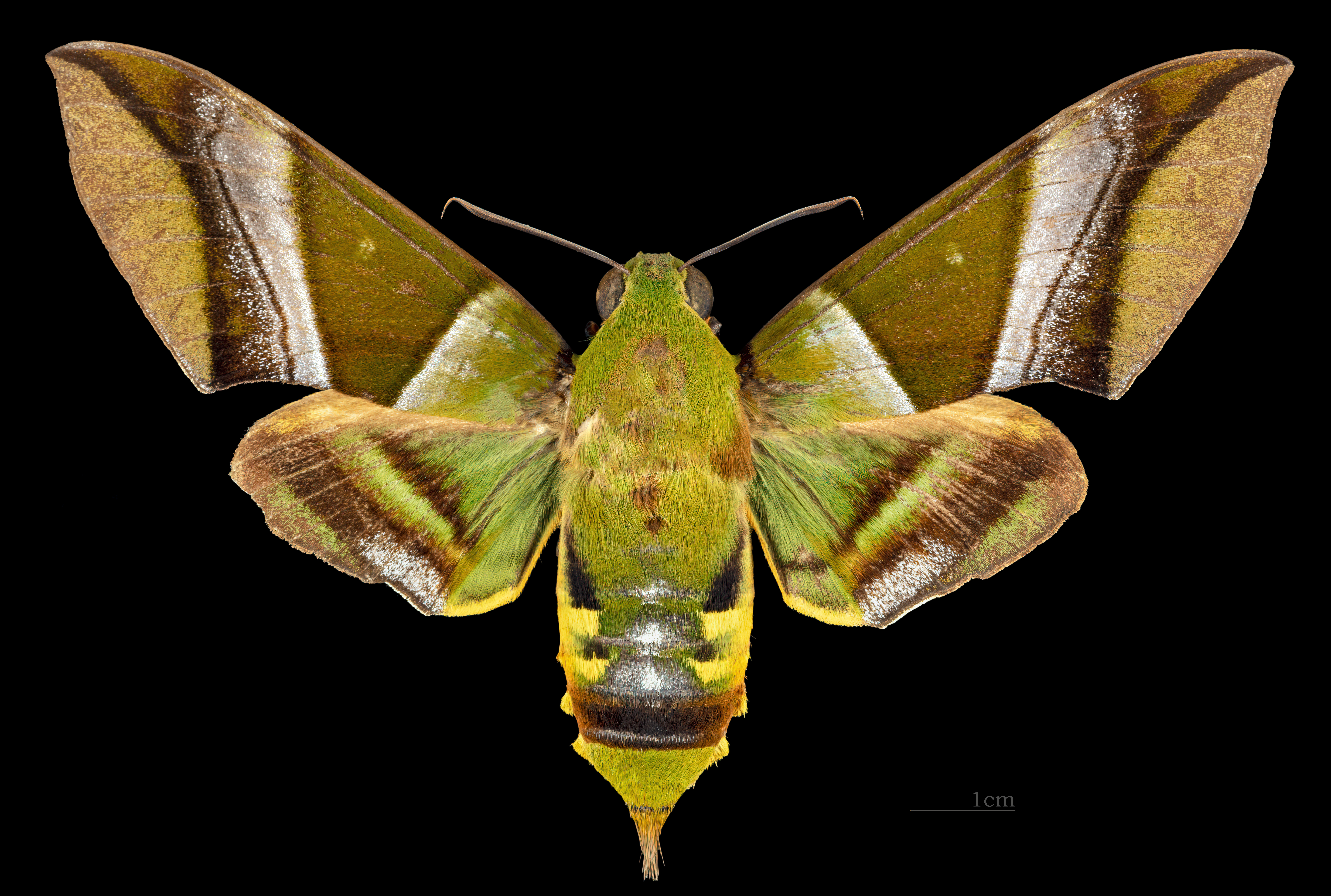
Avers de le femelle (coll.MHNT).
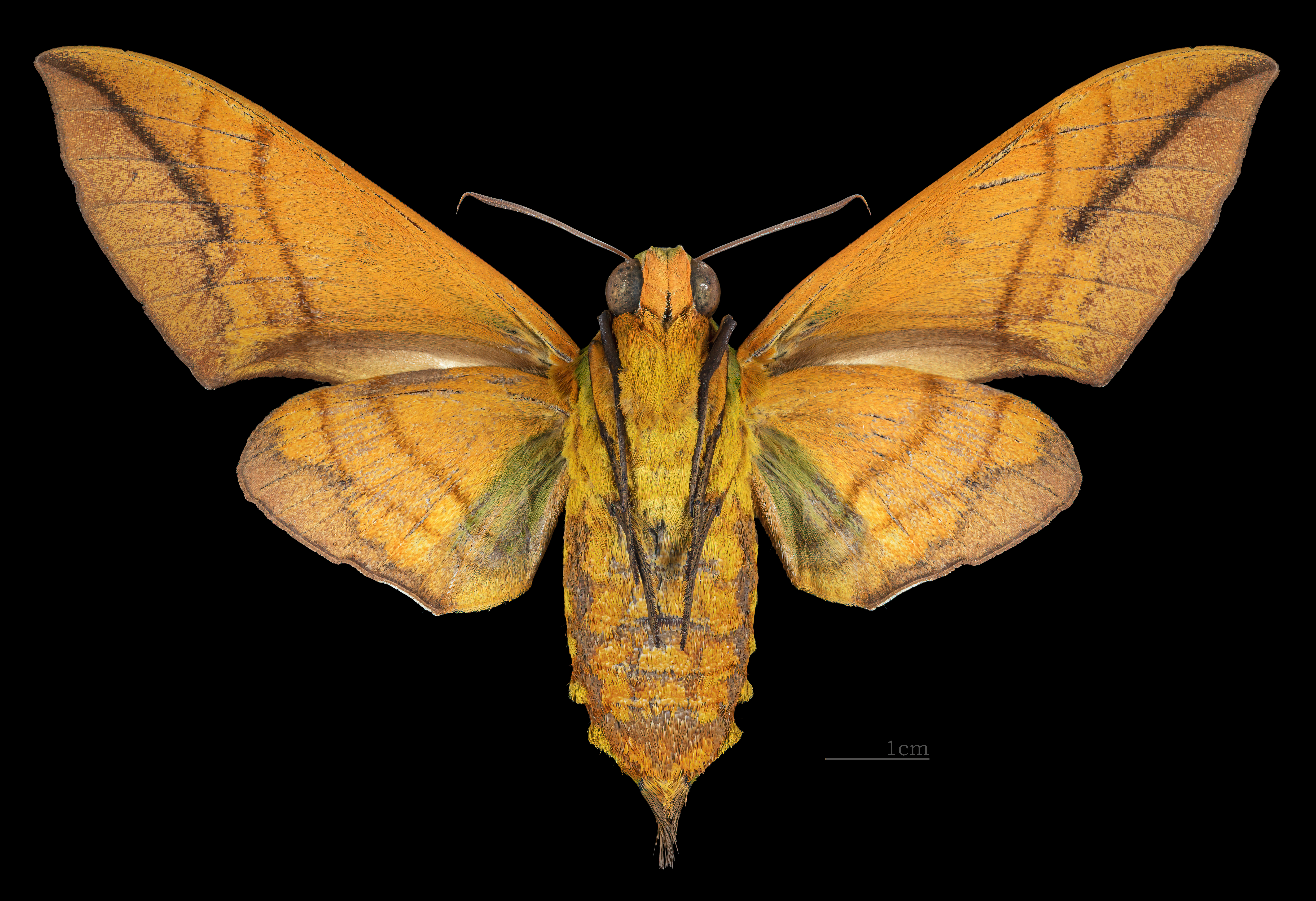
Revers de le femelle (coll.MHNT).

## Distribution
L'espèce est connue en Amérique centrale (en particulier dans le Guatemala, le Costa Rica, le Panama et éventuellement au Belize ), au Brésil , en Bolivie , l' Equateur , au Pérou, au Venezuela et en Guyane.

## Biologie
Il y a probablement plusieurs générations par an.
Les chenilles se nourrissent sur Isertia laevis.

## Systématique
- L'espèce Oryba kadeni a été décrite par l'entomologiste allemand Ludwig Wilhelm Schaufuss en 1870, sous le nom initial de Pachylia kadeni

### Synonyme
- Pachylia kadeni Schaufuss, 1870 Protonyme
- Clanis imperialis Druce, 1883[1]